# 958 a.C.
Il 958 a.C. (CMLVIII a.C. in numeri romani) è un anno  del X secolo a.C.

## Eventi
- Agesilao I è Re di Sparta.